# What You Seek Is Seeking You
What You Seek Is Seeking You ist ein Jazzalbum des Nick Mazzarella Trio. Die Ende August 2019 im Veranstaltungsort Constellation Chicago entstandenen Aufnahmen erschienen am 22. Oktober 2021 auf dem Label Astral Spirits.

## Hintergrund
Dies ist die zweite Aufnahme des Altsaxophonisten Nick Mazzarella mit dem Bassisten Ingebrigt Håker Flaten und dem Schlagzeuger Avreeayl Ra. Sie spielten zum ersten Mal zusammen im September 2014 bei einem Gig, der mitgeschnitten und ein Jahr später als Azimuth (Live At Constellation) (Astral Spirits, 2015) veröffentlicht wurde.

## Titelliste
- Mazzarella / Håker Flaten / Ra - What You Seek Is Seeking You (Astral Spirits)

1. What You Seek Is Seeking You
2. Setting Out
3. Recollection
4. Longing
5. Debris
6. Firekeepers
7. Latter Day Protest Song

Die Kompositionen stammen von Nick Mazzarella, Ingebrigt Håkeer Flaten und Avreeayl Ra.

## Rezeption

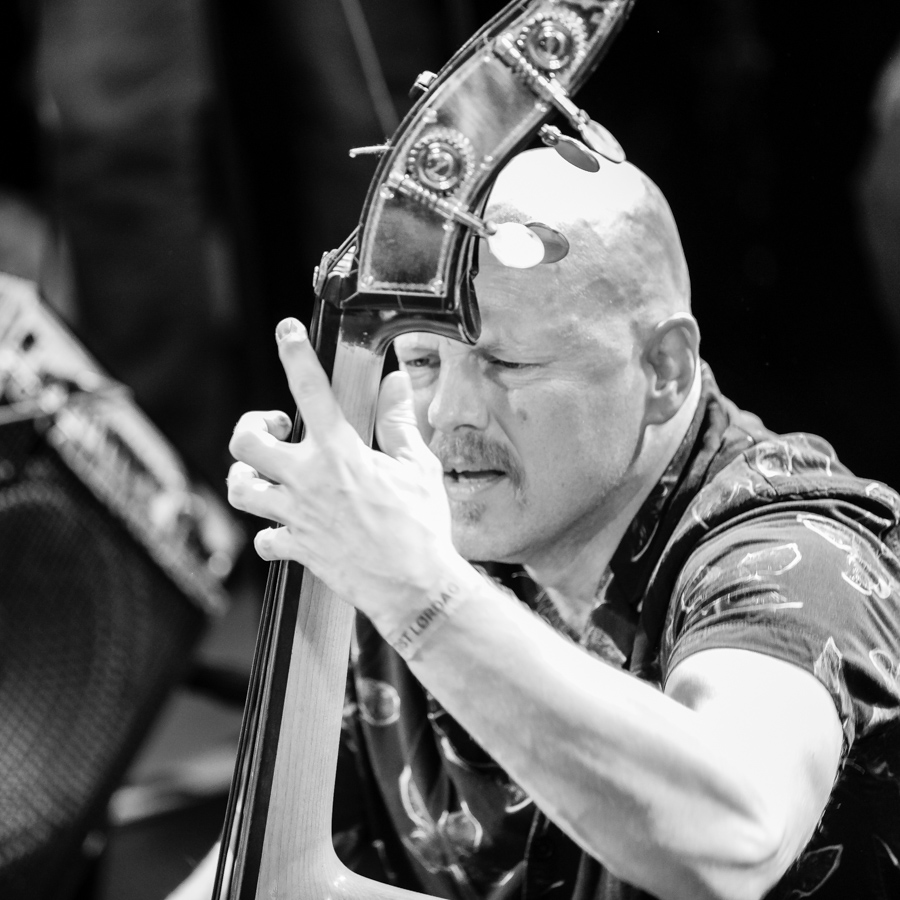
Ingebrigt Håker Flaten bei einem Auftritt beim Kongsberg Jazzfestival 2019

Phil Freeman zählte das Album in Stereogum zu den besten Neuveröffentlichungen des Monats. Während die drei Musiker sich bei ihrem ersten Album zunächst gegenseitig kennengelernt hätten, was eine lange Improvisation zur Folge hatte, haben sie jetzt so etwas wie ein kollektives Idiom entwickelt, und die Dinge seien etwas prägnanter formuliert. „Latter Day Protest Song“, das achteinhalb Minuten dauert, vermittle so etwas wie ein Loft-Jazz-Feeling – es hätte auf der legendären Wildflowers-Compilation enthalten sein können, die 1976 in den Rivbea Studios von Sam Rivers aufgenommen wurde. Mazzarellas Ton sei heiser und jammernd, und Bassist und Schlagzeuger halten die Dinge hinter ihm zusammen, indem sie swingen und rocken.
Nach Ansicht von Mike Borella (Avant Music News) biete dieses vielfältige Trio eine grundsolide Interpretation des modernen kreativen Jazz. Der akademisch ausgebildete Mazzarella spiele sein Saxophon in einem Stil, der John Coltrane, Eric Dolphy, Ornette Coleman und anderen Pionieren mit mehr als nur ein paar Anspielungen begegne. Aber anstatt strikt in ihre Fußstapfen zu treten, baue er lediglich auf ihren Innovationen auf. Obwohl er auf kontrolliertes Spiel und auf melodische Aussagen fokussiert sei, könne er auch unberechenbar sein, jedoch ohne weit über die [selbst gesteckten] Grenzen hinauszugehen oder etwa häufig erweiterte Techniken anzuwenden.